# Trepobates carri
Trepobates carri är en insektsart som beskrevs av Kittle 1982. Trepobates carri ingår i släktet Trepobates och familjen skräddare. Inga underarter finns listade i Catalogue of Life.